# Horní Vernéřovice
Horní Vernéřovice jsou vesnice a základní sídelní jednotka obce Jívka v okrese Trutnov v Královéhradeckém kraji. Ve vesnici se nachází sídlo obecního úřadu.

## Historie
První písemná zmínka o vesnici pochází z roku 1356.

## Pamětihodnosti
- Kostel svaté Maří Magdalény, původně gotický (jižní portál, obrysy oken, sanktuář), přestavěný do dnešní podoby roku 1710[3]